# Milan Michna (fotbalista)
Milan Michna (1925–?) byl český fotbalový obránce.

## Fotbalová kariéra
V československé lize hrál za Baník Ostrava. Nastoupil ve 125 ligových utkáních a dal 3 góly.

## Ligová bilance
| Ročník                                    | Zápasy | Góly | Klub              |
| ----------------------------------------- | ------ | ---- | ----------------- |
| Mistrovství československé republiky 1951 | -      | 1    | Sokol OKD Ostrava |
| Mistrovství československé republiky 1952 | -      | 1    | Sokol OKD Ostrava |
| Přebor československé republiky 1953      | -      | 1    | Baník Ostrava     |
| Přebor československé republiky 1954      | -      | 0    | Baník Ostrava     |
| Přebor československé republiky 1955      | -      | 0    | Baník Ostrava     |
| 1. československá fotbalová liga 1956     | -      | 0    | Baník Ostrava     |
| 1. československá fotbalová liga 1957/58  | -      | 0    | Baník Ostrava     |
| CELKEM                                    | 125    | 3    |                   |